# Таємниці генія Шевченка
«Таємниці Генія Шевченка» — документальний біографічний фільм про Тараса Шевченка, знятий телеканалом «1+1». Прем'єра відбулася 10 березня о 22.10 в ефірі телеканалу 1+1 до 200-річчя з Дня народження Шевченка.

## Інформація

### Деталі сюжету
Знімальна група проекту пройшла шляхом Шевченка від Моринців крізь палаци Санкт-Петербурга і до пустель Казахстану, де Шевченко провів 10 років свого заслання. Автором ідеї та сценарію стала ведуча Світлана Усенко, відома глядачам за проектами «Секс-місія» та «Моя хата скраю». До розслідування залучили графолога.
Головні ролі у фільмі зіграли професійні актори, а більшість епізодичних ролей виконали журналісти «1+1» та самі члени знімальної групи фільму. Фільм містить сенсаційні теорії, нові факти, засекречені документи та малюнки, яких раніше українці не бачили. Саунд-треком до фільму стали пісні гурту Океан Ельзи.
У фільмі поставлені питання, чому рідний батько Тараса Шевченка позбавив свого сина спадку і чому ім'я матері Катерини було виправлено у церковній книзі Моринців. Творці фільму розшукали другий примірник церковної книги. Якщо спиратися на цей запис, то матір'ю Тараса Шевченка була не Катерина, а Агафія. Завдяки фільму можна дізнатися, чи були у Шевченка діти.

### Відгуки
- Іван Малкович, поет, видавець:[6]